# Електронний мікроскоп

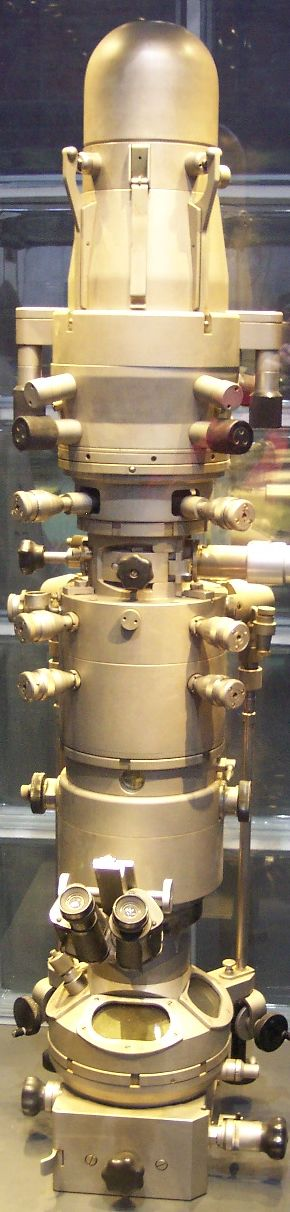
Трансмісійний електронний мікроскоп

Електронний мікроскоп — прилад для отримання збільшеного зображення мікроскопічних предметів, в якому використовуються пучки електронів. Електронні мікроскопи мають більшу роздільну здатність у порівнянні з оптичними мікроскопами, окрім того вони можуть застосовуватися також для отримання додаткової інформації щодо матеріалу й структури об'єкта.
Перший електронний мікроскоп був збудований в 1931 році німецькими інженерами Ернестом Рускою і Максом Кнолем. Ернест Руска отримав за це відкриття Нобелівську премію з фізики в 1986 році. Він розділив її з винахідниками тунельного мікроскопу, оскільки Нобелівський комітет відчував, що винахідників електронного мікроскопу несправедливо забули.

## Принцип дії
В електронному мікроскопі для отримання зображення використовуються фокусовані пучки електронів, якими "бомбардується" поверхня досліджуваного об'єкта. Зображення можна спостерігати різними способами — в променях, які пройшли через об'єкт, у відбитих променях, реєструючи вторинні електрони або рентгенівське випромінювання. Фокусування пучка електронів відбувається за допомогою спеціальних електронних лінз.
Електронні мікроскопи можуть збільшувати зображення у 2 млн разів. Висока роздільна здатність електронних мікроскопів досягається завдяки малій довжині хвилі електрона.

## Будова
1. стійка
2. джерело електронів
3. електрони
4. катод
5. анод
6. оптична лінза
7. зразок
8. дифракційний об'єктив
9. проєкційний об'єктив
10. детектор

Схематична будова електронного мікроскопа:
- стійка
- джерело електронів
- електрони
- катод
- анод
- оптична лінза
- зразок
- дифракційний об'єктив
- проєкційний об'єктив
- детектор

Будову електронного мікроскопа можна розглянути на прикладі приладу, який працює на пропускання. Монохроматичний пучок електронів формується в електронній гарматі. Його характеристики покращуються конденсорною системою, яка складається з конденсорної діафрагми і електронних лінз. В залежності від типу лінз, магнітних чи електростатичних, розрізнять магнітні й електростатичні мікроскопи. Надалі пучок потрапляє на предмет, розсіюючись на ньому. Розсіяний пучок проходить через апертуру і потрапляє в об'єктивну лінзу, яка призначена для розтягування зображення. Розтягнутий пучок електронів викликає світіння люмінофора на екрані. В сучасних мікроскопах використовуються кілька ступенів збільшення.
Апертурна діафрагма об'єктива електронного мікроскопа дуже мала, складає соті долі міліметра.
Якщо пучок електронів від об'єкта потрапляє безпосередньо на екран, то об'єкт виглядатиме на ньому темним, а навколо утворюватиметься світлий фон. Таке зображення називається світлопольним. Якщо ж в апертуру об'єктивної лінзи потрапляє не основний пучок, а розсіяний, то утворюється темнопольне зображення. Темнопольне зображення контрастніше, ніж світлопольне, але роздільна здатність у нього менша.

## Типи електронних мікроскопів
Існує багато різних типів і конструкцій електронних мікроскопів. Основними серед них є:
1. Просвічувальний, або трансмісійний електронний мікроскоп — прилад, в якому електронний електронний пучок просвічує предмет наскрізь.
2. Сканувальний електронний мікроскоп використовує для дослідження поверхні об'єкта, вибиті електронним пучком вторинні електрони.
3. Сканувальний просвічувальний електронний мікроскоп дозволяє вивчати окремі ділянки об'єкта.[джерело?]
4. Рефлекторний електронний мікроскоп використовує пружно-розсіяні електрони.

Електронний мікроскоп можна, також, спорядити системою детектування рентгенівських променів, які випромінюють сильно збуджені, при зіткненні з високоенергетичними електронами, атоми речовини. При вибиванні електрона з внутрішніх електронних оболонок, утворюється характеристичне рентгенівське випромінювання, досліджуючи яке можна встановити хімічний склад матеріалу.
Вивчення спектру непружно розсіяних електронів дозволяє отримувати інформацію про характерні електронні збудження в матеріалі досліджуваного предмету.

## Застосування
Електронні мікроскопи широко використовуються в фізиці, матеріалознавстві, біології.

## Галерея
| |
| Ультраструктура неонатального кардіоміоцита в культурі після аноксії-реоксигенації, який закінчує життя самогубством (апоптоз). Електронна мікроскопія здійснена на мікроскопі Jeol 100 CX. Збільшення 8000. |